# Scomma gobica
Scomma gobica är en tvåvingeart som beskrevs av Richter 1972. Scomma gobica ingår i släktet Scomma och familjen parasitflugor. Inga underarter finns listade i Catalogue of Life.